# Princeton (Misuri)
Princeton es una ciudad ubicada en el condado de Mercer en el estado estadounidense de Misuri. En el Censo de 2010 tenía una población de 1166 habitantes y una densidad poblacional de 281,02 personas por km².

## Geografía
Princeton se encuentra ubicada en las coordenadas 40°23′47″N 93°35′20″O / 40.39639, -93.58889. Según la Oficina del Censo de los Estados Unidos, Princeton tiene una superficie total de 4.15 km², de la cual 4.12 km² corresponden a tierra firme y (0.81%) 0.03 km² es agua.

## Demografía
Según el censo de 2010, había 1166 personas residiendo en Princeton. La densidad de población era de 281,02 hab./km². De los 1166 habitantes, Princeton estaba compuesto por el 98.89% blancos, el 0.34% eran afroamericanos, el 0.17% eran amerindios, el 0.17% eran asiáticos, el 0% eran isleños del Pacífico, el 0.26% eran de otras razas y el 0.17% pertenecían a dos o más razas. Del total de la población el 0.77% eran hispanos o latinos de cualquier raza.